# Siliqua (Włochy)
Siliqua – miejscowość i gmina we Włoszech, w regionie Sardynia, w prowincji Sud Sardynia.
Według danych na rok 2004 gminę zamieszkuje 4151 osób, 21,8 os./km². Graniczy z gminami Assemini, Decimomannu, Decimoputzu, Iglesias, Musei, Narcao, Nuxis, Uta, Vallermosa, Villamassargia i Villaspeciosa.